# Золотая Роза (синагога, Днепр)
Золотая Роза (укр. Золота Роза, ивр. שושנת הזהב‎) — синагога в Днепре, Днепропетровская область, Украина, построенная в 1852 году, и реконструированная в 2000 году. Расположена по улице Шолом Алейхема, 4.

## История
По данным «Екатеринославского юбилейного листка» (1887) на месте каменной синагоги стоял единственный деревянный молитвенный дом. Дом был построен примерно в 1800 году, он сгорел в 1833 году. Богослужения в доме происходили согласно германскому канону, но была и маленькая школа в которой молились по сефардскому канону. После пожара место оставалось пустым до 1837 года, члены общины выкупили участок земли за 10 тысяч рублей ассигнациями для строительства нового здания.
В 1837 году после разрешения новороссийского генерал-губернатора князя Воронцова началось строительство каменного сооружения. Инициатором и главным жертвователем был Л. Кранцфельд. Был заложен фундамент и часть первого этажа, строительство было остановлено в связи с недостаточным количеством денег.

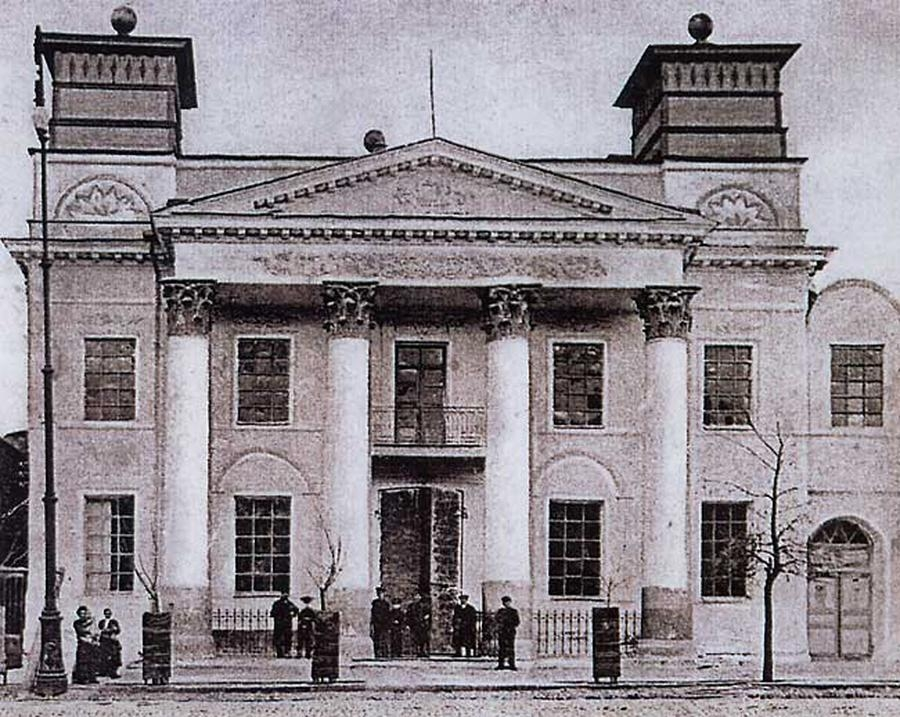
Золотая роза, 1900 год

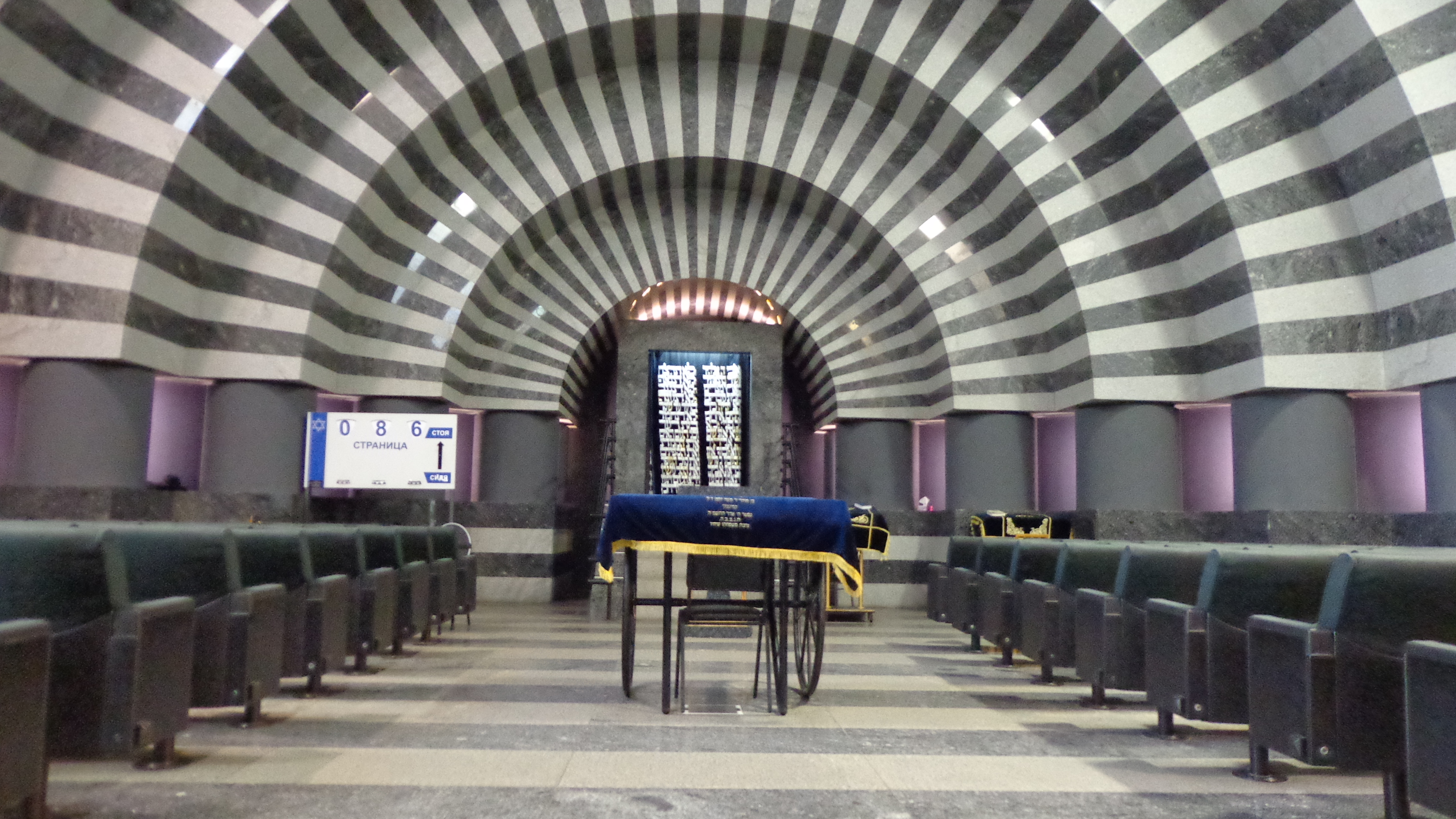
Интерьер

По данным местных исследователей строительство было закончено в 1852 году, эта дата долгое время сохранялась на фасаде синагоги. В 1860-х годах был улучшен интерьер здания — расписан купол, добавлены чугунные лестницы для верхних женских помещений («эзрат нашим»).
Синагога была закрыта в 1929 году по требованию окружного совета Союза безбожников, как организация, которая ведет реакционную борьбу и распространяет предрассудки. 8 февраля 1929 года появилось решение Президиума окружного исполкома о закрытии Брянской церкви (сейчас Днепропетровский дом органной и камерной музыки) и Хоральной синагоги.
С 1987 до 1996 года иудейская община вела борьбу за возвращение Хоральной синагоги. 4 года длился капитальный ремонт и реконструкция. Автором проекта реконструкции стал Александр Теодорович Дольник, фирма «DOLNIK & Co».
Во время реконструкции в 1999 году сценическая коробка была перенесена на четыре этажа и совмещенная с четырёхэтажной пристройкой. 

## Современность
20 сентября 2000 года состоялось торжественное открытие Хоральной синагоги, которая получила название «Золотая Роза». Здание отреставрировано в виде, максимально приближенном к первоначальному, согласно фото начала XX века. Главный зал рассчитан на 450 человек. Фойе украшают работы Франка Майслера (Израиль).
«Золотая Роза» входит в состав культурно-делового комплекса «Менора», который включает общественный центр, музей Холокоста, библиотеку, благотворительные заведения и др. Здание комплекса, примыкающее к синагоге, разработано в 2002 году компанией «DOLNIK & Co», открыто в 2012 году.